# حاكم ماتو جروسو دو سول
حاكم ماتو غروسو دو سول هو رئيس ولاية ماتو غروسو دو سول (البرازيل) ، وهو الشخص الأكثر سلطة في الولاية. حاليًا ، الحاكم هو رينالدو أزامبوجا ، الذي تم انتخابه في عام 2015 ، واعتبارًا من 1 يناير 2022 ، سيتم احتلاله من قبل إدواردو ريدل. .
| # | اسم                    | تولى منصبه      | ترك المكتب      | عين من قبل           | حزب، حفلة          |
| - | ---------------------- | --------------- | --------------- | -------------------- | ------------------ |
| 1 | Harry Amorim Costa     | يناير 1, 1979   | يونيو 12, 1979  | Ernesto Geisel       | الساحة             |
|   | Londres Machado        | يونيو 13, 1979  | يونيو 30, 1979  | القائم بأعمال الحاكم | الساحة             |
| 2 | Marcelo Miranda Soares | يونيو 28, 1979  | أكتوبر 29, 1980 | João Figueiredo      | الساحة             |
|   | Londres Machado        | أكتوبر 29, 1980 | نوفمبر 7, 1980  | القائم بأعمال الحاكم | الساحة             |
| 3 | Pedro Pedrossian       | أكتوبر 29, 1980 | مارس 1, 1983    | João Figueiredo      | نظام التوزيع العام |

| #  | اسم                             | تولى منصبه    | ترك المكتب      | حزب، حفلة | ملحوظات                                                                             | صورة   |
| -- | ------------------------------- | ------------- | --------------- | --------- | ----------------------------------------------------------------------------------- | ------ |
| 4  | Wilson Barbosa Martins          | مارس 1, 1983  | مارس 14, 1986   | PMDB      | أول حاكم منتخب ديمقراطيا. </br> الفصل الدراسي الأول. </br> استقال للترشح لمنصب آخر. | </img> |
| 5  | Ramez Tebet                     | مارس 14, 1986 | مارس 15, 1987   | PMDB      | انتخب نائبا للحاكم.                                                                 | </img> |
| 6  | Marcelo Miranda Soares          | مارس 15, 1987 | مارس 1, 1991    | PMDB      | الفترة الثانية ، تم تعيين حاكم.                                                     |        |
| 7  | Pedro Pedrossian                | مارس 1, 1991  | ديسمبر 31, 1994 | PTB       | الفترة الثانية ، تم تعيين حاكم.                                                     |        |
| 8  | Wilson Barbosa Martins          | يناير 1, 1995 | ديسمبر 31, 1998 | PMDB      | الفصل الثاني.                                                                       | </img> |
| 9  | José Orcírio Miranda dos Santos | يناير 1, 1999 | ديسمبر 31, 2006 | PT        | أول حاكم أعيد انتخابه لماتو جروسو دو سول . </br> خدم لفترتين متتاليتين.             | </img> |
| 10 | André Puccinelli                | يناير 1, 2007 | يناير 1, 2015   | PMDB      | أعيد انتخابه عام 2010.                                                              | </img> |
| 11 | Reinaldo Azambuja               | يناير 1, 2015 | الحالي          | PSDB      | أعيد انتخابه في 2018.                                                               | </img> |
| 12 | Eduardo Riedel                  | يناير 1, 2023 | الحالي          | PSDB      | انتخب عام 2022.                                                                     |        |